# Chrysonotomyia longiclava
Chrysonotomyia longiclava är en stekelart som beskrevs av Shafee och Rizvi 1988. Chrysonotomyia longiclava ingår i släktet Chrysonotomyia och familjen finglanssteklar. Inga underarter finns listade i Catalogue of Life.